# Фанхуль, Хоакин
Хоаки́н Фанху́ль Го́ньи (исп. Joaquín Fanjul Goñi; 30 мая 1880, Витория, Алава — 17 августа 1936, Мадрид) — испанский военачальник, генерал.
Офицер пехоты. В молодости участвовал в испано-американской войне 1898 года. Затем служил в гарнизоне Памплоны. Окончил Высшую военную школу, стал офицером Генерального штаба, получил степень лиценциата права. Автор исследований по военной социологии («Социальная миссия армии. Военная социология». Мадрид, 1907).
Участвовал в боевых действиях в Марокко, за военные заслуги досрочно получал звания майора (1910), подполковника (1915) и бригадного генерала (1926, через два года после производства в полковники). Придерживался ярко выраженных консервативных, монархических взглядов. С 1918 года участвовал в деятельности консервативной партии «мауристов» (сторонников политического деятеля Антонио Мауры), в 1919 году был избран депутатом кортесов (парламента) от Куэнки.
После провозглашения Испании республикой Фанхуль вновь избирался депутатом кортесов от Куэнки — в 1931 году (как независимый) и в 1933 году от коалиции Аграрной партии и Испанской конфедерации независимых правых (CEDA). Был одним из основателей правого Испанского военного союза.
В 1934—1935 годах занимал посты начальника штаба армии, а затем заместителя военного министра Хосе Мария Хиль-Роблеса. Позднее отошёл от CEDA, так как та признавала республику и стал сторонником монархиста Хосе Кальво Сотело.
В 1935 году был произведён в дивизионные генералы, а в январе 1936 года назначен командующим войсками на Канарских островах, но на этой должности пробыл недолго — в феврале 1936 года на его место был назначен генерал Франсиско Франко, который таким образом был удалён из Мадрида, где занимал пост начальника Генерального штаба.
Вернувшись в Мадрид, генерал Фанхуль принял участие в военном заговоре против правительства Народного фронта, поддерживал активные контакты с генералом Эмилио Молой. При распределении обязанностей между участвовавшими в заговоре генералами, ему было поручено руководить военным выступлением в Мадриде, которое произошло 19 июля 1936 года, в начале гражданской войны. Избрав оборонительную тактику и проявив медлительность, националисты были блокированы в казармах «Монтанья» и могли лишь надеяться на приход подкреплений из Вальядолида и Бургоса. Однако этого не произошло — казармы были подвергнуты артиллерийскому обстрелу и воздушной атаке, после чего взяты штурмом республиканскими формированиями, расстрелявшими на месте около сотни взятых в плен участников выступления. Фанхуль был ранен и взят в плен вместе со своим сыном Хосе Игнасио (лейтенантом медицинской службы) и полковником Фернандесом Кинтаной. 15 августа 1936 года генерал Фанхуль был приговорён к смерти. Расстрелян 17 августа вместе с полковником Фернандесом Кинтаной. Сын генерала был убит в тюрьме 23 августа того же года.
В память о генерале Фанхуле названы улицы в Мадриде и других городах Испании.